# Akcesista
Akcesista (lat. accessista, ten, kdo má přístup, accessus, k úřadu) býval dříve čekatel úřednického místa nebo později i nižší kancelářský podúředník.
V Rakousku býval kancelářským úředníkem (zapisovatelem) u starých magistrátních úřadů až do roku 1849 a neměl pravidelný plat, byl v ještě nižším služebním pořadí než kancelista. U sborových soudů byli akcesisty až do roku 1873 už pravidelně placení kancelářští úředníci, stejně jako kancelisté ve XII. třídě. Z nich bývali jmenováni oficiálové.